# لئونارد هاکسلی (فیزیکدان)

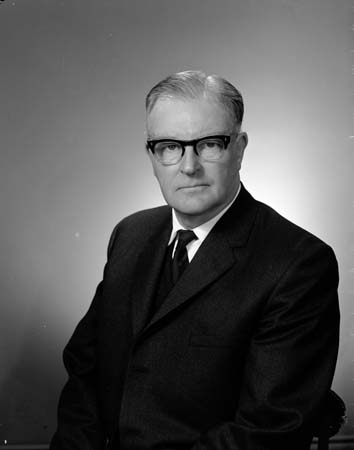
لئونارد هوکسلی، فیزیک‌دان اهل استرالیا - ۱۹۶۵

 لئونارد هوکسلی (انگلیسی: Leonard Huxley؛ زاده ۱۹۰۲ درگذشته ۱۹۸۸) فیزیک‌دان اهل استرالیا بود.